# Leatherhead (Teenage Mutant Ninja Turtles)
Leatherhead is een personage uit de strips en televisieseries van de Teenage Mutant Ninja Turtles. Hij werd bedacht in 1987 door Mirage Studio’s tekenaar Ryan Brown, die later ook de zaterdagochtend animatieserie Wild West C.O.W.-Boys of Moo Mesa bedacht. Leatherhead is een grote gemuteerde alligator. In de Nederlandse nasynchronisatie van de tweede animatieserie wordt zijn naam vertaald als “Lederhoofd”.

## Mirage Comics
Oorspronkelijk was Leatherhead een kleine alligator die op een of andere manier in het riool belandde. Daar vond hij een groep van TCRI Utroms, die hem meenamen naar hun hoofdkwartier. Gedurende zijn verblijf daar werd hij blootgesteld aan het mutageen dat ook de Turtles en Splinter muteerde. Hierdoor veranderde hij in een mensachtige alligator.
Leatherhead bleef bij de Utroms en bleek bijzonder intelligent. Hij werd gescheiden van zijn “familie” toen het TCRI gebouw ontplofte. De nu dakloze Leatherhead moest in de riolen gaan wonen, waar hij het doelwit werd van een jager. Hij werd gered door de Turtles, die toestonden dat hij in hun oude huis ging wonen.
Uiteindelijk vonden twee Foot Clan leden Leatherhead tegen in de riolen. Uit angst dat hij hen zou doden probeerden ze hem aan hun kant te krijgen door te beloven dat ze hem zouden helpen een transmat device, die hem in staat zou stellen de Utroms weer te bezoeken, te bouwen. Helaas ontplofte het ding recht in zijn gezicht toen hij het wilde uitproberen.
Deze nederlaag was te veel voor Leatherhead en in zijn woedde vermoordde hij zijn twee Foot assistenten en zwoer wraak op de Turtles, die al vanaf het begin tegen het plan waren omdat ze de Foot Ninja’s niet vertrouwden.
Leatherhead dook weer op in Volume 4 van de serie. Hij verscheen op Splinters’ begrafenis, waar hij vocht tegen een gemuteerde Raphael. Het is niet bekend wat Leatherheads huidige relatie met de Turtles is, maar het feit dat Raphael hoopte Leatherhead geen pijn te hebben gedaan kan erop duiden dat ze weer aan elkaars kant staan.
Hij verscheen ook in twee delen van Tales of the Teenage Mutant Ninja Turtles Volume 2. In deel 8 werd een onstabiele en onzekere Leatherhead gevonden door Raphael. Hij leek hier een vete te hebben tegen Donatello, en werkte aan een nieuw Transmat Device. Toen deze af was, werden drie Utroms naar Aard getelporteert die Leatherhead meenamen.
In deel 23 riepen de Turtles de hulp in van de Utroms om Leatherhead te redden van een groep Utrom radicalen genaamd "The Illuminated", dezelfde die hem in deel acht meenamen met het plan hem te klonen tot een leger mutanten. De Turtles redden Leathead en vernietigden de Illuminated.

## Image Comics (Volume 3)
In de Image Comics serie vond Leonardo de half opgegeten lichamen van twee kinderen in de riolen en achtte Leatherhead verantwoordelijk. Hij vond de alligator echter bewusteloos en vastgebonden. De echte daders bleekn King Komodo en zijn varanenhelpers te zijn.
Leonardo doodde King Komodo’s helpers, maar werd zelf door Komodo verslagen die Leonardo’s hand afbeet. Uren later kwam hij bij en bevrijdde Leatherhead, waarna de twee samen met Michaelangelo en Casey Jones King Komodo versloegen.
Hierna stelde Leatherhead de Turtles voor aan Dr. X, een Utrom die op Aarde was gebleven. Samen met hem bouwden de Turtles en Leathehead een Transmat Device, die echter verkeerd werkte en een groep Triceratons naar de aarde haalde. In het gevecht dat ontstond werden Leatherhead en de Triceratons naar een onbekende bestemming geteleporteerd.

## Eerste animatieserie
In de eerste animatieserie was Leatherhead een vijand van de Turtles, en ze bevochten elkaar dan ook geregeld. Hij was ooit een grote alligator tot hij door een moeras zwom dat met mutageen was besmet (als gevolg van een eerder experiment van Shredder en Krang). Dit veranderde hem in zijn mensachtige vorm.
In het moeras joeg hij op de “Punk Frogs”, helpers van de Turtles. Tevens joeg hij op de Turtles in hun schuilplaats in de riolen. Hij bevocht toen niet alleen de Turtles, maar ook de Rat King.
In de aflevering "Night of the Rogues" huurde Shredder Leatherhead in samen met Rat King, Slash, Tempestra, Anthrax, Scumbug, en Chrome Dome om hem en Krang te helpen de Turtles te verslaan.
Speciaal voor de animatieserie onderwierp Ryan Brown zijn personage aan een make-over. De Leatherhead in deze serie was geen wetenschapper maar een jager/ survival expert. Hij droeg altijd een aantal vallen bij zich en sprak met een cajun accent. Zijn stem werd gedaan door Jim Cummings.

## Archie Comics
Leatherhead verscheen ook in de stripserie Teenage Mutant Ninja Turtles Adventures. Deze stripserie was de enige incarnatie waarin Leatherhead geen gemuteerd dier was. In deze serie was hij ooit een arme man genaamd Jess Harley. Hij woonde in de moerassen en werd een alligator toen de "heks" Mary Bones de Turnstone tegen hem gebruikte. In het begin liet Shredder Leatherhead voor hem werken, totdat Leatherhead ontdekte dat Shredder een schurk was. Later in de serie werd hij een worstelaar in Dimensie X. Tevens sloot hij zich aan bij de Mighty Mutanimals. Net voor het einde van de serie werden hij en de andere leden van deze groep echter vermoord.

## Tweede animatieserie
In de tweede animatieserie was Leatherhead een vriend van de Turtles. Zijn stem werd gedaan door Greg Carey.
In deze animatieserie was Leatherheads oorsprong gelijk aan die in de originele stripserie. Hij was een alligator die door de Utroms werd meegenomen voor onderzoek, en in hun hoofdkwartier werd blootgesteld aan het mutageen dat ook de Turtles en Splinter had veranderd. Zijn intelligentie werd door de mutatie vergroot tot hetzelfde niveau als dat van Donatello. Hij bleef bij de Utroms, die hij als een familie beschouwde, en werkte voor hen als wetenschapper. Toen Shredder het TCRI gebouw aanviel bleef Leatherhead per ongeluk achter.
Hij ontmoette Dr. Baxter Stockman, voor wie hij een nieuw lichaam maakte met een Utrom exopak. Leatherhead ontmoette ook de Turtles, die hem vertelden wat Stockman werkelijk was. Toen Leatherhead Stockman aanviel, had dit een instorting tot gevolg waarbij Leatherhead leek om te komen.
Hij dook echter weer op in het lab van Agent Bishop. Na zijn ontsnapping bleef Leatherhead ene tijdje bij de Turtles in hun schuilplaats. Door Bishops experimenten kreeg zijn dierlijke instinct af en toe de overhand en uit angst voor wat hij kon aanrichten vluchtte hij weg. Nadat de Turtles hem hielpen ontsnappen aan een jager, brachten ze hem naar een oud treinstation (gelijk aan het station dat de Turtles als schuilplaats gebruikten in de tweede en derde films) wat hij als huis kon gebruiken.
Leatherhead verscheen nog een aantal maal in de serie, vooral om ze te helpen in hun gevechten tegen de Foot en Bishop. Hij hielp hen ook met de aanval op Shredders basis toen deze een aanval wilde lanceren op de Utrom planeet. In seizoen 4 hielp hij Donatello om een geneesmiddel te vinden tegen de uitbraak van mutaties als gevolg van Bishops experimenten.
Leatherhead was niet aanwezig in het “Fast Forward” seizoen.

## Videospellen
Leatherhead was een eindbaas in het rioollevel van het spel Teenage Mutant Ninja Turtles III: The Manhattan Project. Zijn uiterlijk is hier hetzelfde als het actiefiguurtje. Hij verscheen ook in Teenage Mutant Ninja Turtles: Turtles in Time (zowel de arcade als de SNES versie) als een eindbaas in het treinlevel. Zijn gedrag is hier duidelijk gebaseerd op dat in de eerste animatieserie.
Leatherhead was ten slotte een eindbaas in Teenage Mutant Ninja Turtles 2: Battle Nexus.

## Derde animatieserie
In de derde animatieserie is Leatherhead wederom een bondgenoot van de Turtles. Zijn stem wordt in de Engelstalige versie gedaan door Peter Lurie.
In deze serie was Leatherhead een baby alligator die door een jongen als huisdier werd gehouden, totdat zijn ouders het ontdekten en Leatherhead door het toilet spoelden. Hierdoor belandde hij in het riool, waar hij werd gevonden door de Kraang en door hen gemuteerd tot zijn humanoide gedaante. Na een lange periode van gevangenschap, waarin hij herhaaldelijk door de Kraang werd gemarteld en voor experimenten gebruikt, wist Leatherhead te ontsnappen. Sindsdien koestert hij een diepe haat voor de Kraang; alleen al het noemen van hun naam is genoeg om hem razend te maken.
Leatherhead maakt zijn debuut in  "It Came From The Depths", waarin hij een energiecel die de Kraang willen hebben bewaakt. Na een moeizame kennismaking wordt hij een bondgenoot van de Turtles, daar ze een gezamenlijke vijand hebben in de Kraang. Sindsdien maakt hij herhaaldelijk zijn opwachting in de serie. In seizoen 3 wordt hij lid van een groep mutanten genaamd de Mighty Mutanimals om New York te ontzetten van de Kraang, die de stad inmiddels hebben veroverd. 

## Animatiefilm
Leatherhead verscheen in de animatiefilm Teenage Mutant Ninja Turtles: Mutant Mayhem uit 2023. Hierin werd Leatherhead ingesproken door Rose Byrne.